# Грин, Грэм
Генри Грэм Грин (англ. Henry Graham Greene; 2 октября 1904, Беркхэмстед, графство Хартфордшир — 3 апреля 1991, Веве, Швейцария) — английский писатель, поэт и журналист. Во время Второй мировой войны сотрудничал с британской разведкой.

## Биография
Представитель старинного семейства сквайров из Беркемстеда, в котором часто случались браки между кузенами. Одна из ветвей этого рода владела пивоварней Greene King. Родители — директор привилегированной школы Чарльз Генри Грин и его двоюродная племянница Мэрион Рэймонд Грин (чья мать, в свою очередь, была двоюродной сестрой Р. Л. Стивенсона).
Грэм был четвёртым из шести детей. Его младший брат Хью Грин, будучи генеральным директором «Би-би-си», был в 1964 году возведён в рыцари. В детстве Грэм больше всего любил читать приключенческую литературу Хаггарда и Конрада, влияние которых, по собственному признанию, ему впоследствии пришлось с трудом изживать. В школьные годы постоянные насмешки одноклассников привели Грина к нескольким попыткам самоубийства и в итоге вынудили бросить школу. Дальнейшее образование он получил в Баллиол-колледже Оксфордского университета.

### Ранние годы
Первоначально работал журналистом в «Ноттингэм Джорнэл», затем внештатным корреспондентом «Таймс». В 1926 году принял католицизм (в противовес господствующей в Великобритании англиканской церкви). После выхода своего первого романа «Человек внутри» (англ. The Man Within, 1929) оставил журналистику. В 1932 году опубликовал остросюжетный политический детектив «Стамбульский экспресс» (англ. Stamboul Train). Эту и последующие книги с элементами детективного жанра — «Наемный убийца» (англ. A Gun for Sale, 1936), «Доверенное лицо» (англ. The Confidential Agent, 1939), «Ведомство страха» (англ. Ministry of Fear, 1943) — он назвал «развлекательными». Более серьёзным произведением была изданная в 1935 году «Меня создала Англия» (англ. England Made Me) — книга, отразившая процессы изменения общества под влиянием прогресса.

### Путешествия
В 1930-х годах Грин побывал в Либерии (1934—1935) и Мексике (1938), результатом чего стали две книги путевых заметок: «Путешествие без карты» (англ. Journey Without Maps, 1936) и «Дороги беззакония» (англ. The Lawless Roads, 1939). На основе наблюдений ситуации в Мексике в 1940 году создал один из своих лучших романов «Сила и слава». Книга поначалу вызвала резкую критику со стороны католической церкви.
С 1941 по 1944 год Грин работал в британской разведке в Сьерра-Леоне и в Португалии, где числился представителем министерства иностранных дел Великобритании. Одним из его коллег в те годы был Ким Филби. 
После Второй мировой войны был корреспондентом журнала «The New Republic» в Индокитае. На основе событий в Южном Вьетнаме 1955—1956 годов создал роман «Тихий американец». После четырех поездок на Гаити написал роман "Комедианты".
В 1960—1980-е годы в качестве репортёра объездил множество стран, неоднократно бывал в «горячих точках». Был знаком со многими влиятельными политиками, в частности, с президентом Панамы генералом Омаром Торрихосом. Это знакомство частично отражено в книге Джона Перкинса «Исповедь экономического убийцы».
После того, как Грин выступил в защиту обвиняемых по делу Синявского и Даниэля, его на время перестали печатать в СССР (ни одного издания в период с 1968 по 1980 год; начиная с 1981 года издания возобновились).
В первой половине 1980х годов трижды побывал в Никарагуа, где был свидетелем преступлений "контрас" (он написал об этом в "Таймс", но редакция отказалась опубликовать его письмо). После этого события он стал членом английской ассоциации солидарности с народом Никарагуа.
Последние годы жизни провёл в Швейцарии. Умер 3 апреля 1991 года в Веве, Швейцария.

## Основные черты творчества
Многие критики сходятся во мнении: Грэм Грин — именно тот писатель, «кто одинаково нравится как обыкновенным читателям, так и интеллектуалам». Известно, что сам он делил свои произведения на «серьёзные» и «развлекательные», но различия между ними вряд ли существенны. Ведь в большинстве романов Грина есть динамичный сюжет, запутанная интрига в сочетании с политическими концепциями, вырастающими из размышлений о жизни.
За свою долгую жизнь Грин не раз менял общественно-политические пристрастия, то выступая с резкой критикой западной цивилизации, то выдвигая идею «третьего мира», укрепить который может лишь некий синтез коммунизма и католицизма. Но непримиримость художника ко всем видам насилия и произвола — будь то диктаторские, колониальные режимы, проявления фашизма, расизма или религиозной нетерпимости — оставалась непреходящей. Писателя воспринимали как своего рода политический сейсмограф, реагирующий на толчки и взрывы истории, чутко ощущающий «болевые места» планеты.

## Признание
Лауреат Иерусалимской премии (1981). В 1956 году отказался от ордена Британской империи, но  принял орден Кавалеров Почёта в 1966 году и орден Заслуг в 1986 году. 
Грин многократно выдвигался на Нобелевскую премию по литературе, но так и не получил её из-за многочисленных претензий критиков. Шведский академик, поэт и романист Артур Лундквист заявил, что «этот детективный автор получит премию только через мой труп» (в итоге Лундквист пережил Грина на 9 месяцев).

## Книги

### Стихотворный сборник
- 1925 — Babbling April

### Романы
- 1929 — Человек внутри / The Man Within
- 1930 — The Name of Action
- 1932 — Rumour at Nightfall
- 1932 — Стамбульский экспресс / Stamboul Train (Orient Express)
- 1934 — Это поле боя / It’s a Battlefield
- 1935 — Меня создала Англия / England Made Me
- 1936 — Наёмный убийца / A Gun for Sale (This Gun for Hire)
- 1938 — Брайтонский леденец / Brighton Rock
- 1939 — Доверенное лицо / The Confidential Agent
- 1940 — Сила и слава / The Power and the Glory (The Labyrinthine Ways)
- 1943 — Ведомство страха / The Ministry of Fear
- 1948 — Суть дела / The Heart of the Matter
- 1951 — Конец одного романа / The End of the Affair
- 1955 — Тихий американец / The Quiet American
- 1955 — Выигрыш / Loser Takes All
- 1958 — Наш человек в Гаване / Our Man in Havana
- 1960 — Ценой потери / A Burnt-Out Case
- 1966 — Комедианты / The Comedians
- 1969 — Путешествие с тётушкой / Travels with My Aunt
- 1973 — Почётный консул / The Honorary Consul
- 1978 — Человеческий фактор / The Human Factor
- 1980 — Доктор Фишер из Женевы, или Ужин с бомбой / Doctor Fischer of Geneva or The Bomb Party
- 1982 — Монсеньор Кихот / Monsignor Quixote
- 1985 — Десятый / The Tenth Man
- 1988 — Капитан и враг / The Captain and the Enemy

### Автобиографии
- 1971 — Часть жизни / A Sort of Life
- 1980 — Пути спасения / Ways of Escape
- 1984 — Знакомство с генералом / Getting to Know the General: the story of an involvement
- 1992 — A World of My Own: A Dream Diary

### Книги о путешествиях
- 1936 — Путешествия без карты / Journey Without Maps
- 1939 — Дороги беззакония / The Lawless Roads (Another Mexico)
- 1961 — В поисках героя. Два африканских дневника / In Search of a Character: Two African Journals

### Пьесы
- 1953 — Комната для живых / The Living Room
- 1957 — Теплица / The Potting Shed
- 1959 — Покладистый любовник / The Complaisant Lover
- 1964 — Carving a Statue
- 1975 — The Return of A.J.Raffles
- 1981 — The Great Jowett
- 1983 — Yes and No
- 1983 — По ком звонит звонок / For Whom the Bell Chimes

### Сборники рассказов
- 1954 — Двадцать один рассказ / Twenty-One Stories
- 1963 — Чувство реальности / A Sense of Reality
- 1967 — Можете вы одолжить нам своего мужа? / May We Borrow Your Husband?
- 1990 — Последнее слово и другие рассказы / The Last Word and Other Stories

### Детские книги
- 1946 — The Little Train
- 1950 — The Little Fire Engine
- 1952 — The Little Horse Bus
- 1955 — The Little Steamroller

### Другое
- 1942 — British Dramatists
- 1949 — Третий / The Third Man
- 1952 — Потерянное детство / The Lost Childhood: and Other Essays
- 1969 — Collected Essays
- 1974 — Обезьянка лорда Рочестера / Lord Rochester’s monkey: Being the life of John Wilmot, Second Earl of Rochester
- 1980 — The Pleasure-Dome: The Collected Film Criticism, 1935-40
- 1989 — Yours, etc.: Letters to the Press
- 1989 — Why the Epigraph?
- 1991 — Reflections
- 1994 — I spy

## Издания на русском языке

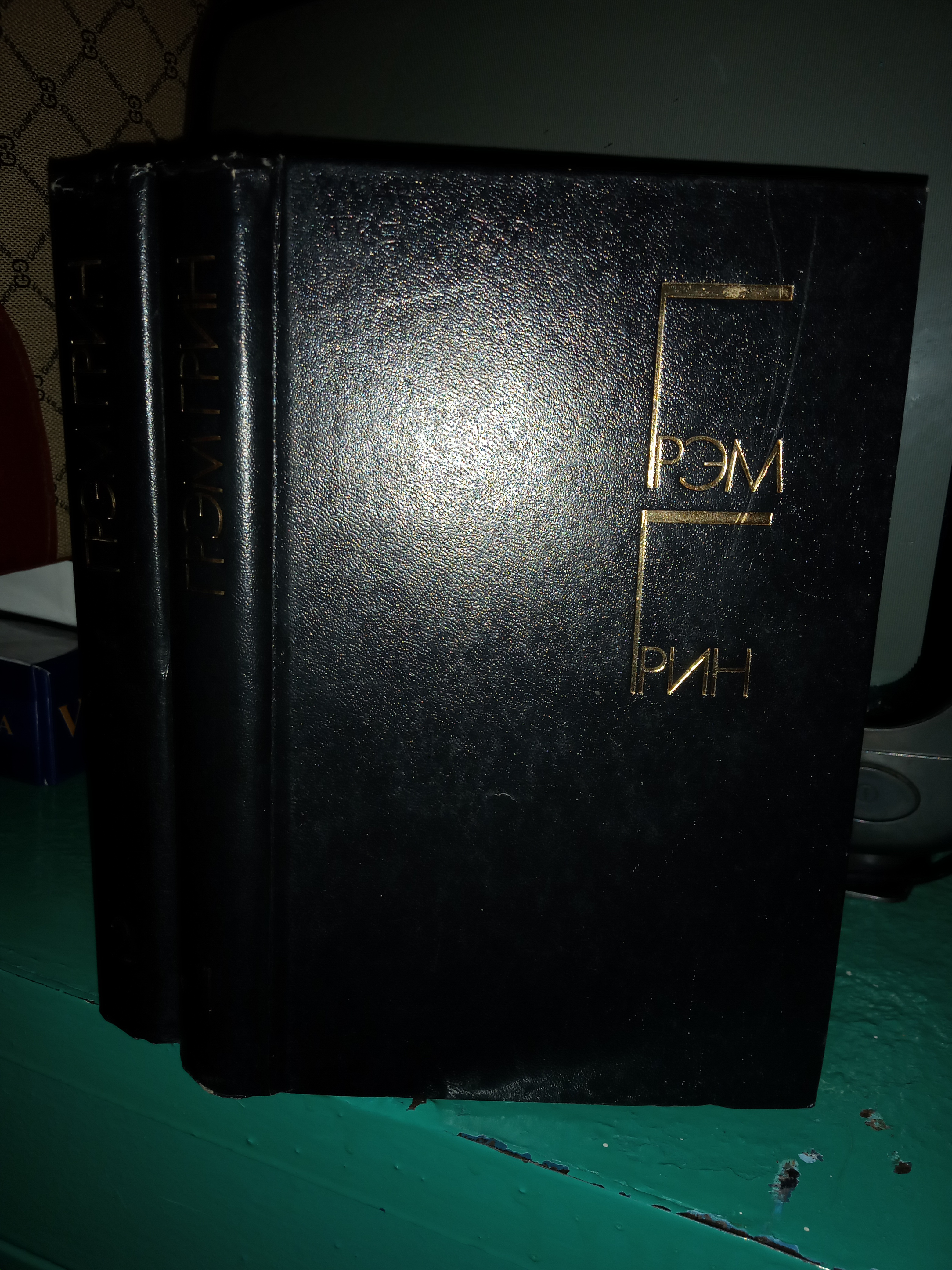
Советский двухтомник Г. Грина (1986)

- Собрание сочинений в 6 томах. — М.: Художественная литература, 1992—1996.
- Тихий американец. — М.: Издательство иностранной литературы, 1956.
- Комната для живых. — М.: Искусство, 1957. — 92 с.
- Тихий американец. — Свердловск, 1958.
- Наш человек в Гаване. Тихий американец. — М.: Издательство иностранной литературы, 1959.
- Суть дела. — М.: Издательство иностранной литературы, 1961. — 304 с.
- Путешествие без карты. — М.: Географгиз, 1961. — 232 с.
- Последний шанс мистера Ливера. — М.: Правда, 1963.
- Комедианты. — М.: Прогресс, 1967. — 316 с.
- Комедианты. — М.: Художественная литература, 1967. — (Роман-газета).
- Поездка за город. — М.: Правда, 1967.
- Избранные произведения в двух томах. — М.: Художественная литература, 1986.
  - Т. 1: Меня создала Англия: роман; Суть дела: роман; Рассказы / Пер. с англ.; Сост. Г. Анджапаридзе; Вступ. ст. В. В. Ивашевой. — М.: Художественная литература, 1986. — 541 с.
  - Т. 2: Наш человек в Гаване: роман; Комедианты: роман / Пер. с англ.; Сост. Г. Анджапаридзе. — М.: Художественная литература, 1986. — 589 с.
- Тихий американец. Наш человек в Гаване. Комедианты. — М.: Правда, 1986.
- Тихий американец / Пер. с англ. Е. Голышевой, Б. Изакова; Послесл. С. И. Бэлзы; Худож. В. Терещенко. — М.: Прогресс, 1986. — 189 с.
- Тихий американец. — Минск: Мастацка лит., 1987.
- Монсеньор Кихот. — М.: Молодая гвардия, 1989. — 238 с. — ISBN 5-235-00308-X.
- Человеческий фактор. — М.: Междунар. отношения, 1989. — 272 с. — ISBN 5-7133-0168-0.
- Путешествие без карты: художественная публицистика / Пер. с англ.; Предисл. С. И. Бэлзы; Коммент. О. Алякринского. — М.: Прогресс, 1989. — 456 с. — (Зарубежная художественная публицистика и документальная проза). — 50 000 экз. — ISBN 5-01-001576-5.
- Путешествия с тётушкой. Стамбульский экспресс. — Л.: Лениздат, 1989.
- Человеческий фактор. — М.: Международные отношения, 1989.
- Избранное. — М.: Радуга, 1990. — 608 с. — (Мастера современной прозы). — ISBN 5-05-002395-5.
- Наш человек в Гаване. Комедианты. — Харьков: Основа, 1990.
- Путешествия с моей тётушкой. — М.: Юридическая литература, 1990. — 272 с.
- Ведомство страха. — Красноярск, 1991.
- Капитан и враг. — М.: Радуга, 1991.
- Сочинения: Т. 1—2. — М.: МП «Жизнь», 1993.
- Брайтонская скала. — М.: ИПО «Полигран», 1993.
- Сила и слава. — М.: Путь, 1995. — 238 с. (перевод Александра Меня)
- Особые обязанности. — М.: Б.С.Г.-Пресс, 2004. — ISBN 5-93381-146-7.
- Распутник: Обезьянка лорда Рочестера, или Жизнь Джона Уилмота, второго графа Рочестера. — СПб.: Амфора, 2007. — 286 с. — ISBN 978-5-367-00483-0.
- Путешествие без карты: сборник мемуарной прозы / Сост., коммент., пер. с англ. О. Алякринского; Предисл. С. И. Бэлзы. — М.: Вагриус, 2007. — 416 с. — (Мой 20 век). — ISBN 978-5-9697-0493-0.
- Часть жизни; Пути спасения / Пер. фрагментов автобиографий с англ. А. Ю. Бураковской // Иностранная литература. — 2009. — № 3. — Раздел: «Литературный гид: Грэм Грин». — С. 241—256.

## Экранизации
- 1934 — Orient Express
- 1937 — The Future’s in the Air
- 1937 — The Green Cockatoo
- 1940 — 21 день / 21 Days
- 1940 — The New Britain
- 1942 — Оружие для найма / This Gun for Hire
- 1942 — Went the Day Well?
- 1944 — Министерство страха / Ministry of Fear
- 1945 — Секретный агент / Confidential Agent
- 1947 — Человек внутри / The Man Within
- 1947 — Беглец / The Fugitive
- 1947 — Брайтонская скала / Brighton Rock
- 1948 — Поверженный идол / The Fallen Idol
- 1949 — Третий человек / The Third Man
- 1953 — Суть дела / The Heart of the Matter
- 1954 — The Stranger’s Hand
- 1955 — Конец романа / The End of the Affair
- 1956 — Loser Takes All
- 1957 — Святая Иоанна / Saint Joan
- 1957 — Across the Bridge
- 1957 — Short Cut to Hell
- 1958 — Тихий американец / The Quiet American
- 1959 — Наш человек в Гаване / Our Man in Havana
- 1961 — The Power and the Glory
- 1961 — Günes dogmasin
- 1967 — Комедианты / The Comedians
- 1972 — Путешествия с моей тётей / Travels with My Aunt
- 1972 — Yarali kurt
- 1973 — Меня создала Англия / England Made Me
- 1979 — Человеческий фактор / The Human Factor
- 1982 — Шокирующая случайность / A Shocking Accident
- 1983 — Почётный консул / The Honorary Consul
- 1983 — The Heart of the Matter
- 1985 — Dr. Fischer of Geneva
- 1986 — May We Borrow Your Husband
- 1988 — Десятый человек / The Tenth Man
- 1990 — Рулетка счастья / Strike It Rich
- 1991 — Ловушка для убийцы / This Gun for Hire
- 1999 — Конец романа / The End of the Affair
- 2001 — Двойные неприятности / Double Take
- 2002 — Тихий американец / The Quiet American
- 2006 — The End of the Party
- 2010 — Брайтонский леденец / Brighton Rock

## Роли в кино
- Американская ночь (1973 год, режиссёр Франсуа Трюффо), в роли страхового агента.